# Pablo Barrios (labdarúgó)
Pablo Barrios Rivas (Madrid, 2003. június 15. –) spanyol utánpótlás válogatott labdarúgó, középpályás. A La Ligában szereplő Atlético de Madrid játékosa.

## Pályafutása

### Atlético Madrid
Barrios a Moratalaz és a Real Madrid korosztályos csapataiban szerepelt.
2017-ben igazolt a rivális Atlético Madrid akadémiájára.
2022. januárban a tartalékcsapatban kezdte meg pályafutását. Március 3-án 2025-ig meghosszabbították a szerződését. A felnőttcsapatba február 16-án a 2021–22-es idényben nevezték a Levante ellen. Október 29-én a 2022–23-as szezonban debütált a Cádiz ellen csereként a 72. percben Geoffrey Kondogbia-t váltva.
November 1-jén nemzetközi porondon a Bajnokok Ligájában mutatkozott be a Porto elleni mérkőzés utolsó 5 percében. December 22-én szerezte első gólját az Arenteiro ellen a spanyol kupa második körében. 2023. január 23-án megújították a szerződését 2028-ig, és hivatalosan is az első csapat tagja lett. A 2024–25-ös szezon előtt Saúl Ñíguez távozása után megörökölte a 8-as mezszámot, majd alapemberré vált Diego Simeone csapatában.

### A válogatottban
Tagja volt a Spanyol U19-es csapatnak. Részt vett a 2024. évi nyári olimpiai játékokon, amelyet megnyert az U23-as válogatottal. 2024 novemberében a felnőtt válogatottba kapott meghívót Martín Zubimendi és Álex Baena sérülései miatt, majd november 18-án Pedri cseréjeként mutatkozott be a Svájc elleni UEFA Nemzetek Ligája-mérkőzésen.

## Statisztika

### Klub
2024. december 21-i állapot szerint.
| Klub              | Szezon           | Bajnokság          | Bajnokság | Bajnokság | Kupa  | Kupa  | Nemzetközi | Nemzetközi | Egyéb | Egyéb | Összes | Összes |
| Klub              | Szezon           | Liga               | Mérk.     | Gólok     | Mérk. | Gólok | Mérk.      | Gólok      | Mérk. | Gólok | Mérk.  | Gólok  |
| ----------------- | ---------------- | ------------------ | --------- | --------- | ----- | ----- | ---------- | ---------- | ----- | ----- | ------ | ------ |
| Atlético Madrid B | 2021–22          | Tercera División   | 1         | 0         | —     | —     | —          | —          | —     | —     | 1      | 0      |
| Atlético Madrid B | 2022–23          | Segunda Federación | 12        | 1         | —     | —     | —          | —          | —     | —     | 12     | 1      |
| Atlético Madrid B | Összesen         | Összesen           | 13        | 1         | 0     | 0     | 0          | 0          | 0     | 0     | 13     | 1      |
| Atlético Madrid   | 2022–23          | La Liga            | 15        | 0         | 4     | 2     | 1          | 0          | —     | —     | 20     | 2      |
| Atlético Madrid   | 2023–24          | La Liga            | 24        | 0         | 4     | 0     | 7          | 1          | 0     | 0     | 35     | 1      |
| Atlético Madrid   | 2024–25          | La Liga            | 13        | 0         | 1     | 0     | 3          | 0          | 0     | 0     | 17     | 0      |
| Atlético Madrid   | Összesen         | Összesen           | 58        | 0         | 9     | 2     | 11         | 1          | 0     | 0     | 78     | 3      |
| KARRIER ÖSSZESEN  | KARRIER ÖSSZESEN | KARRIER ÖSSZESEN   | 71        | 1         | 9     | 2     | 11         | 1          | 0     | 0     | 91     | 4      |

1. 1 2 3  Mérkőzése(i) a Bajnokok Ligájában

### A válogatottban
2024. november 18-i állapot szerint.
| Válogatott    | Év       | Pályára lépés | Gól |
| ------------- | -------- | ------------- | --- |
| Spanyolország | 2024     | 1             | 0   |
| Spanyolország | 2025     | 0             | 0   |
| Összesen      | Összesen | 1             | 0   |

## Sikerei, díjai
- Spanyolország U23
  - Olimpiai játékok: 2024[10]